# ألكسندر هاوك
ألكسندر هاوك (بالإنجليزية: Alexander Hauck)‏ هو لاعب اتحاد الرغبي جنوب أفريقي، ولد في 18 أبريل 1988 في جنوب أفريقيا.